# Villa Chalcatongo de Hidalgo
Villa Chalcatongo de Hidalgo är en ort i Mexiko.   Den ligger i kommunen Chalcatongo de Hidalgo och delstaten Oaxaca, i den sydöstra delen av landet, 300 km sydost om huvudstaden Mexico City. Villa Chalcatongo de Hidalgo ligger 2 478 meter över havet och antalet invånare är 8 481.
Terrängen runt Villa Chalcatongo de Hidalgo är huvudsakligen kuperad, men österut är den bergig. Runt Villa Chalcatongo de Hidalgo är det ganska glesbefolkat, med 26 invånare per kvadratkilometer. Villa Chalcatongo de Hidalgo är det största samhället i trakten. I omgivningarna runt Villa Chalcatongo de Hidalgo växer huvudsakligen savannskog.